# Hólmfríður Dóra Friðgeirsdóttir
Hólmfríður Dóra Friðgeirsdóttir (* 8. Januar 1998) ist eine isländische Skirennläuferin.

## Karriere
Hólmfríður Dóra Friðgeirsdóttir nahm am Europäischen Olympischen Winter-Jugendfestival 2015 und an den Olympischen Jugend-Winterspielen 2016 teil. Zwei Jahre später folgte eine Teilnahme an der Juniorenweltmeisterschaft in Davos. 2019 konnte sie sich für die Alpine Skiweltmeisterschaft in Åre qualifizieren. Dort erreichte sie den 49. Platz im Riesenslalom, im Slalom schied sie aus. Zwei Jahre später erreichtes sie bei den Weltmeisterschaften in Cortina d’Ampezzo ihr bis dato bestes Ergebnis bei einem internationalen Großereignis, Rang 35 im Riesenslalom.
Bei den Olympischen Winterspielen 2022 belegte sie im Slalomrennen den 38. und im Super-G den 32. Platz. Das Riesenslalomrennen konnte sie nicht beenden.

## Erfolge

### Olympische Winterspiele
- Peking 2022 32. Super-G, 38. Slalom, DNF Riesenslalom

### Weltmeisterschaften
- Åre 2019: 49. Riesenslalom, DNF Slalom
- Cortina d’Ampezzo 2021: 35. Riesenslalom, DNF Slalom
- Saalbach-Hinterglemm 2025: 29. Abfahrt, DNF Super-G

### Europacup
- 2 Platzierungen unter den besten 30

### Nor-Am Cup
- 2 Platzierungen unter den besten 30

### Australian New Zealand Cup
- 2 Platzierungen unter den besten 10

### Juniorenweltmeisterschaften
- Davos 2018: 50. Riesenslalom, DNF1 Slalom

### Olympische Jugend-Winterspiele
- Lillehammer 2016: 26. Super-G, DNF Riesenslalom, DNF Slalom

### Europäisches Olympisches Winter-Jugendfestival
- Vorarlberg/Liechtenstein 2015: 26. Riesenslalom, DNF Slalom

### Sonstige
- 4 Siege bei FIS-Rennen
- Isländische Meisterin im Riesenslalom (2018, 2019, 2022)
- Isländische Meisterin im Slalom (2022)
- Isländische Vizemeisterin im Slalom (2018)
- Bronze bei den isländischen Meisterschaften im Riesenslalom (2016)